# Segretario del re per l'araldica

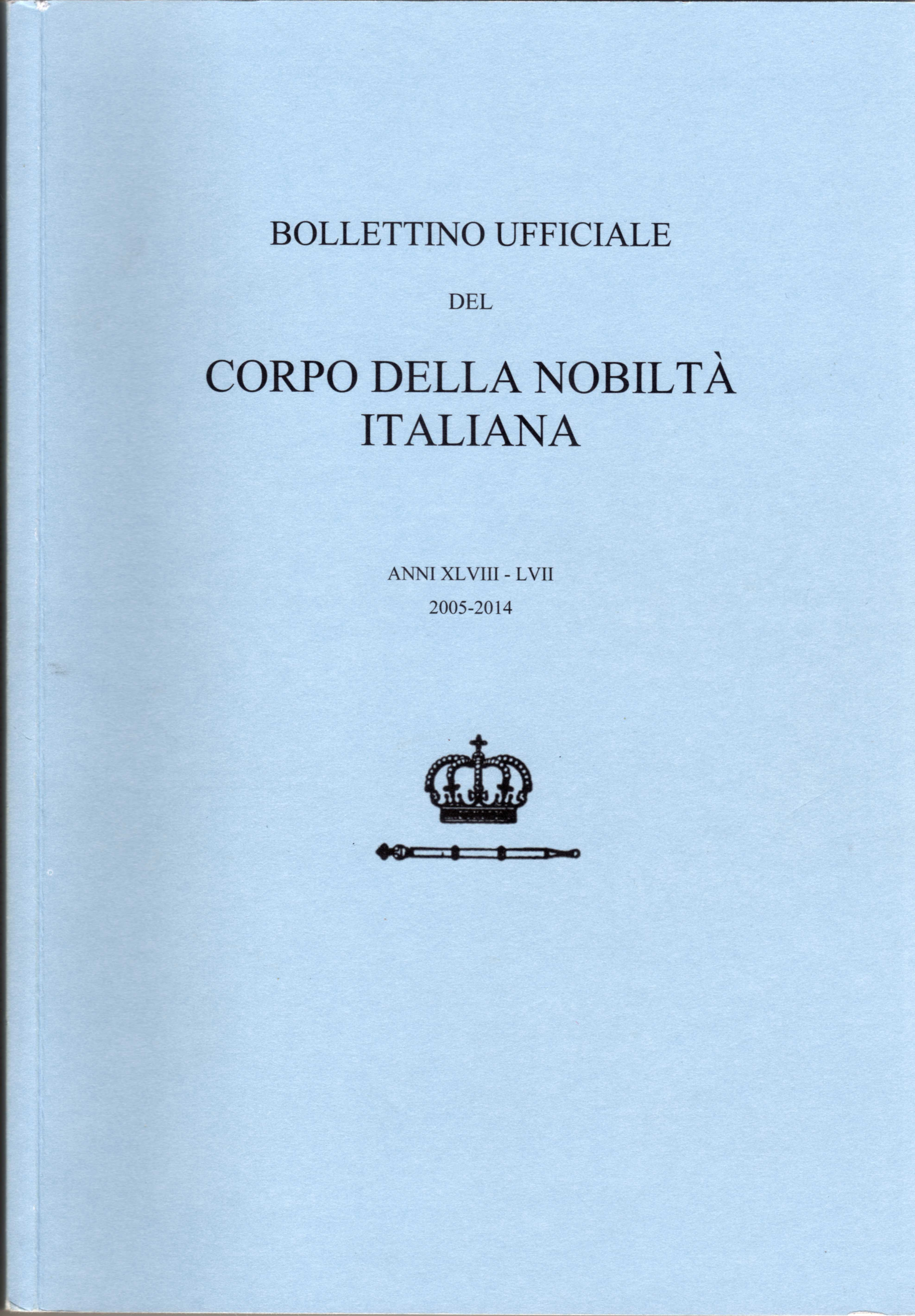
Il Bollettino Ufficiale del Corpo della Nobiltà Italiana dove figurano pubblicati, in un'apposita sezione, i provvedimenti nobiliari concessi da Umberto II di Savoia durante l'esilio

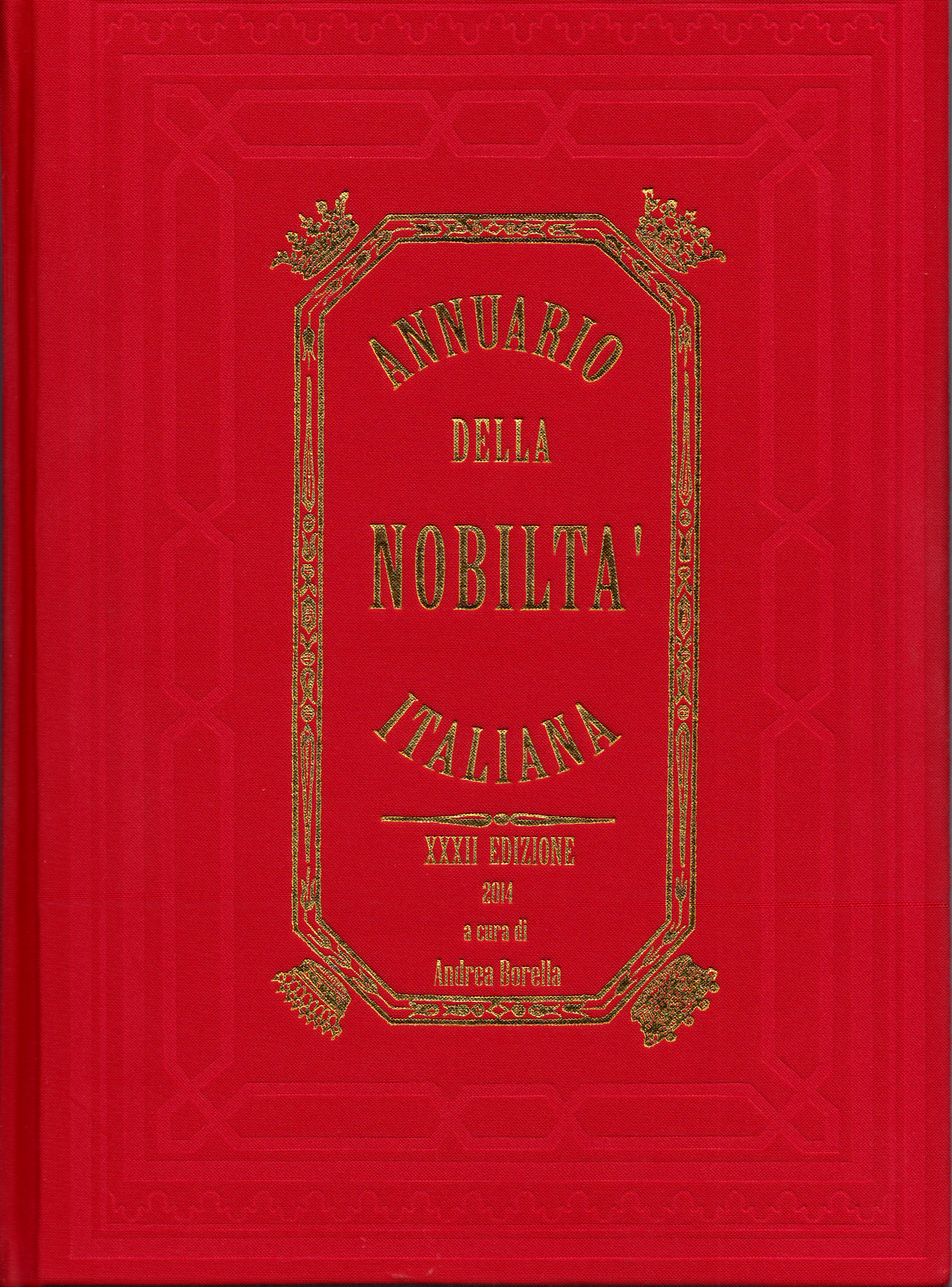
Nella XXXI edizione dell'Annuario della Nobiltà Italiana (2007-2010) è stato pubblicato l'elenco completo delle famiglie che hanno ottenuto provvedimenti nobiliari da Umberto II di Savoia durante l'esilio. Nella successiva edizione figurano aggiornamenti a schede di famiglie appartenenti a tale categoria.

Il Segretario del Re per l'araldica è stata una carica concessa da Umberto II di Savoia durante l'esilio a persone di sua fiducia, esperte in campo araldico e genealogico italiano.
Si trattò di una serie di figure, quattro in tutto, che vennero nominate da re Umberto II dall'esilio e che si succedettero per morte od impedimento del predecessore in tale carica; esse ebbero il principale compito di comunicare all'Ufficio di Presidenza del Consiglio araldico nazionale del Corpo della nobiltà italiana le famiglie che via via ottenevano da parte del re un provvedimento nobiliare, adottato o perfezionato successivamente al 2 giugno 1946 ai fini dell'annotazione nei registri della predetta associazione, andando a formare quella categoria cosiddetta dei titolati umbertini.
Non si conoscono i motivi per cui non venne eseguita l'annotazione di taluni provvedimenti nei registri del Corpo della nobiltà italiana, si suppone che tale carenza sia dovuta al fatto che non tutti fossero pervenuti a detta associazione. Non sempre, segnatamente durante il segretariato dell'ultimo incaricato, ossia il barone Giovanni di Giura, (Roma, 6 gennaio 1893 - Roma, 30 gennaio 1989), tale comunicazione avvenne in maniera completa, cosicché negli anni successivi alla morte di quest'ultimo, il Corpo della nobiltà italiana si vide costretto a pubblicare numerosissime addenda e correzioni nei propri bollettini ufficiali circa i titoli nobiliari e provvedimenti araldici deliberati in esilio dal re Umberto II.
Il Segretario del re per l'araldica si occupava anche dell'istruttoria, a seguito della quale venivano predisposti i provvedimenti nobiliari di Umberto II di Savoia, talvolta con la consulenza degli organi del Corpo della nobiltà italiana.